# Paul Baloff
Paul Baloff (25 de abril de 1960 - 2 de fevereiro de 2002) era um vocalista americano, mais famoso por suas participações na banda de thrash metal Exodus. Depois de sair da banda em 1987, Baloff participou de algumas bandas menores da Bay Area como Piranha, Hirax e Heathen. Em 1997 foi chamado de volta para o Exodus, deixando a banda com sua formação quase original (com exceção de Rob McKillop). Diabético e hipertenso, em 2002 Paul sofreu um ataque cardíaco enquanto passeava de bicicleta e foi internado em estado de coma. Morreu em 2 de fevereiro de 2002 aos 41 anos de idade quando sua família optou por desligar os aparelhos de suporte de vida.

## Discografia
Com Exodus
- 1982 - 1982 Demo
- 1985 - Bonded by Blood
- 1987 - Pleasures of the Flesh  (compôs algumas canções)
- 1992 - Lessons in Violence
- 1997 - Another Lesson in Violence